# Nepal na Mistrzostwach Świata w Lekkoatletyce 2022
Nepal na Mistrzostwach Świata w Lekkoatletyce 2022 – reprezentacja Nepalu podczas mistrzostw świata w Eugene liczyła jednego zawodnika, który nie zdobył medalu.

## Skład reprezentacji

### Mężczyźni
| Zawodnik               | Konkurencja | Finał   | Finał   | Źródło |
| Zawodnik               | Konkurencja | Wynik   | Pozycja | Źródło |
| ---------------------- | ----------- | ------- | ------- | ------ |
| Krishna Bahadur Basnet | maraton     | 2:24:19 | 54.     | [ 1 ]  |